# Sant Mori de Llefià
Sant Mori de Llefià és un barri de Badalona (Barcelonès) que forma part del Districte IV juntament amb Sant Antoni de Llefià, Sant Joan de Llefià i La Salut. Limita amb Sant Adrià de Besòs, Artigues, Sant Roc i amb els altres tres barris que conformen el districte. En el reglament de població i demarcació territorial de l'any 1952 el barri estava dividit en dos: Sant Mori i Pi i Gibert.
Amb les dades del padró de 2012, el barri de Sant Mori de Llefià té 15.511 habitants, dels quals 7.684 (el 49,5%) són homes i 7.827 (el 50,5%) són dones. La població del barri representa al 7% d'habitants de tota la ciutat. El barri celebra les seves festes en la primera setmana del mes de juny.
Al barri de Sant Mori de Llefià trobem una de les entrades a l'estació de metro d'Artigues - Sant Adrià, que va entrar en funcionament l'any 1985 com a part de la línia 4, però que des del 2002 pertany a la línia 2.